# کلیک اند بوت
کلیک اند بوت (انگلیسی: Click and Boat) شرکت کشتیرانی فرانسوی است، که در سال ۲۰۱۳ تأسیس شد.